# Montagnac-Montpezat
Montagnac-Montpezat ligt op de rechteroever van het meer van Sainte Croix in de Alpes-de-Haute-Provence in het zuiden van Frankrijk. Het zijn twee rustige dorpjes die samen 391 inwoners hebben.
Montagnac organiseert ieder jaar een truffelmarkt in januari. Er komen dan veel beroepsbeoefenaren en kenners hiernaartoe.

## Demografie
Onderstaande figuur toont het verloop van het inwonertal (bron: INSEE-tellingen).
Vanwege een beveiligingsprobleem met de MediaWiki Graph-software is het momenteel niet mogelijk deze grafiek weer te geven. Zodra de software is bijgewerkt zal de grafiek vanzelf weer zichtbaar worden.